# فرهاد قهرمان
فرهاد قهرمان سیاست‌مدار ایرانی بود، که در  دوره بیست و دوم  و  دوره بیست و سوم  به عنوان نماینده تربت‌جام در مجلس شورای ملی حضور داشت.